# Liste der Baudenkmäler in Ibbenbüren
Die Liste der Baudenkmäler in Ibbenbüren enthält die denkmalgeschützten Bauwerke auf dem Gebiet der Gemeinde Ibbenbüren im Kreis Steinfurt in Nordrhein-Westfalen (Stand: August 2020). Diese Baudenkmäler sind in der Denkmalliste der Gemeinde Ibbenbüren eingetragen; Grundlage für die Aufnahme ist das Denkmalschutzgesetz Nordrhein-Westfalen (DSchG NRW).

| Bild | Bezeichnung | Lage                                                       | Beschreibung | Bauzeit                                             | Eingetragen seit | Denkmal- nummer |
| --- | --- | ---------------------------------------------------------- | --- | --------------------------------------------------- | ---------------- | --------------- |
| weitere Bilder | Christuskirche | Innenstadt Kanalstraße 11 Karte                            | Spätgotische Hallenkirche aus Ibbenbürener Sandstein, die an der Stelle der vermutlich im 9. Jh. erbauten ersten Ortskirche gebaut wurde, mit 52 m hohem Turm im romanischen Stil, der 1911 eine Turmuhr erhielt. Spätgotische, achteckige Kanzel, Gewölbeausmalungen aus dem 16. Jh. und ein im 17. Jh. vermauertes Epitaph, sowie an der Südseite eine Sonnenuhr mit gotischem Zifferblatt und der Grundstein gehören zu den Besonderheiten der Kirche. Wiederaufbau nach einem Stadtbrand 1846; Renovierung 2013/2014, bei der sie um einen modernen Eingangsbereich erweitert wurde. | 1523–1533 (Kirchenschiff) 12./13. Jh. (Teile Turm)  | 05.12.1984       | A 001           |
| weitere Bilder | Ackerbürgerhaus | Innenstadt Am Alten Posthof 26 Karte                       | Ehemalige Scheune in Fachwerkkonstruktion, Errichtung des Anbaus 1912 als Stallgebäude, 1983/1984 Sanierung und Umwandlung in Geschäftshaus | 1760–1820 1912 (Anbau)                              | 05.12.1984       | A 002           |
| weitere Bilder | Ackerbürgerhaus „Haus Sweering“ | Innenstadt Bachstraße 10/10a Karte                         | Fachwerkhaus, in dem 1818 eine Leinenweberei eröffnet wurde, später Kleider- und Wäschefabrik. Umbau und Sanierung 1980 | 18. Jh.                                             | 05.12.1984       | A 003           |
| weitere Bilder | Bürgerhaus | Große Straße 28 Karte                                      | Für die wilhelminische Bauepoche typisches Haus mit Elementen aus der Neorenaissance, das bis heute weitgehend im Originalzustand erhalten ist. Ursprünglich von Uhrmacher Hülsbusch erbaut, später in Besitz von A. Rüschenschmidt. 1981 und 1985 saniert und heute als Wohn- und Geschäftshaus genutzt. | 1899                                                | 05.12.1984       | A 004           |
| weitere Bilder | Fachwerkhaus „Haus Vosseberg“ | Kanalstraße 3 Karte                                        | Zweistöckiges Haus aus enggestelltem, aus Eichenbalken bestehendem Fachwerk, das im Innern noch sichtbar ist. 1979/1980 erfolgte der Umbau zu einer Gaststätte. | um 1690                                             | 05.12.1984       | A 005           |
| weitere Bilder | Alte Schule am Kirchplatz | Kanalstraße 9 Karte                                        | Zweistöckiger Sandsteinbau, der 1846 neu gebaut wurde, nachdem das vorherige Gebäude durch einen Stadtbrand zerstört worden war. Die Schule wurde 1868 aufgestockt; Umbauten fanden 1884 und 1896 statt. Das Gebäude ist die älteste noch erhaltene Schule in Ibbenbüren. | 1846 1868 (Aufstockung)                             | 05.12.1984       | A 006           |
| BW | Fachwerkhaus – Heuerhaus – | Ledder Straße 164 Karte                                    | Heuerhaus in Fachwerkbauweise mit weißen Füllungen, das 1983/1984 grundlegend saniert wurde. Das Haus wird heute als privates Wohnhaus genutzt. | um 1780                                             | 05.12.1984       | A 007           |
| weitere Bilder | Bürgerhaus „Haus Schütte“ | Alte Münsterstraße 10 Karte                                | Bürgerhaus im klassizistischen Stil in Fachwerkbauweise mit Verputz v. A. Determeyer als Hotel u. Gaststätte erbaut, danach v. 1871–1940 Nutzung durch Familie Schütte als Porzellan- und Korbwarengeschäft. Renovierung 1984; die Außenfassade ist im ursprünglichen Urzustand erhalten. | um 1841–1860                                        | 05.12.1984       | A 008           |
| weitere Bilder | Alter Posthof | Poststraße 5 Karte                                         | Hauptgebäude des Posthofes, in dem die Familie Kerstein von 1771 bis 1856 eine Posthalterei mit Landwirtschaft und eine Gaststätte mit Herbergsbetrieb für Reisende betrieb. 1983/1984 Umbau/Sanierung. | 1743                                                | 05.12.1984       | A 009           |
| weitere Bilder | Alter Friedhof | Schulstraße Karte                                          | Ca. 1,2 ha großer Bestattungsplatz mit Soldaten-, Priestergräbern und Gräbern bedeutender Ibbenbürener. Am westlichen Ende befindet sich ein Ehrengrabmal für im Ersten Weltkrieg gefallene Soldaten. Der Friedhof wurde im Frühjahr 1837 in Betrieb genommen, 1875 und 1895 erweitert und 1919 für allgemeine Beisetzungen geschlossen; letzte Beisetzung erfolgte 1972; danach wurde der Friedhof endgültig geschlossen und entwidmet. Heute ist er als öffentliche Parkanlage zugänglich. | 1837                                                | 06.12.1984       | A 010           |
| weitere Bilder | Wegekreuz | Bockraden Alte Bockradener Straße Karte                    | Ca. 4 m hohes Wegekreuz, das die Bauern Köster und Verlemann 1867 als Dank dafür aufstellten, dass ihre Höfe von Hagelschlag verschont geblieben sind. Bis auf den Korpus und die hinteren Stützen besteht es aus Sandstein. Die Sockelinschriften lauten: Vorne: Wenn wir mit Christus sterben, werden wir mit Ihm leben, wenn wir mit Ihm dulden, werden wir mit Ihm auch herrschen. II. Tim. II. 11,12 Hinten: gerichtet MDCCCLXVII Köster. Verlemann. Rechts: Im Kreuze ist Heil und Auferstehung Links: Wir bethen nicht an Holz und Stein sondern den wahren Gott allein | 1867                                                | 06.12.1984       | A 011           |
| weitere Bilder | Hofkreuz Wichert | Schierloh Schelderdiekstraße Karte                         | Ca. 3,80 m hohes Hofkreuz, dessen Sockel, Kreuz und Korpus aus Kunststein gegossen wurden. 1927 von August Wichert im Gedenken an die Verstorbenen der Familien Egbert und Wichert ursprünglich an der Gravenhorster Straße errichtet. | 1927                                                | 06.12.1984       | A 012           |
| BW | Betstock | Marienstraße/Püsselbürener Damm Karte                      | Der ca. 2,40 m hohe Betstock besteht aus einem Sockel mit aufgesetztem Steinhäuschen aus Sandstein, der gelb gestrichen ist. Er wurde ca. 1920 von B. Schrameyer als Prozessionsstation aufgestellt. Die Inschrift im Sockel lautet: Zu dem harten Kampf des Lebens, nimm uns treu in deine Hut, daß nicht floß für uns vergebens deines Sohnes teures Blut. Nimm in deine Mutter Arme, jeden auf, der nicht verzagt. | um 1920                                             | 12.12.1984       | A 013           |
| weitere Bilder | Betstock | Uffeln Hauptstraße Karte                                   | Betstock mit einer Pietà bestehend aus Sandsteinsockel und aufgesetztem Sandsteinhäuschen. Die Inschrift lautet: Maria! Mutter voll der Schmerzen Ach theile mit mir deine Pein. Und drücke auch in meinem Herzen Die Wunden deines Jesu ein. | um 1900                                             | 01.02.1985       | A 014           |
| BW | Wegekreuz | Ledder Straße Karte                                        | Bannmeilenkreuz, das aus einem Sandsteinblock gehauen wurde und zur Erinnerung an die Gründung des Kirchenortes im 11. Jh. dient. | 11. Jh.                                             | 05.02.1985       | A 015           |
| BW | Hofkreuz | Lengericher Straße Karte                                   | Ein ca. 2,40 m hoches Kreuz mit einer Christusfigur aus Holz auf einem gemauerten 1 m hohen und 1 m breiten Sandsteinsockel. Da der Sockel starke Beschädigungen aufgezeigt hatte, wurde er dreiseitig und oben mit Waschbetonplatten verkleidet. Das ursprüngliche Hofkreuz wurde durch einen Blitzschlag stark beschädigt, der Korpus blieb dabei allerdings erhalten. Das Kreuz wurde danach mit neuem Sockel an seinen jetzigen Standort versetzt. | vor 1930                                            | 05.02.1985       | A 016           |
| BW | Hofkreuz | Löchtweg Karte                                             | Ca. 2,30 m hohes Kreuz auf einem 1,40 m hohen und 1 m breiten Sockel. Die Christusfigur wurde aus Kunststein gegossen; Sockel und Kreuz, das auf einem erhöhten, gemauerten Rondell steht, bestehen aus Sandstein. Das Denkmal ist mit Rhododendron eingegrünt. Die Sockelinschrift lautet: Sieh, oh Sünder, hier dein Werk! Dein Jesus, Barmherzigkeit | 1913                                                | 05.02.1985       | A 017           |
| BW | Sterbekreuz Kaplan Uppenkamp | Münsterstraße Karte                                        | 3 m hohes Kreuz auf einem 1,70 m hohen und 1,50 m breiten Sockel. Kreuz, Christusfigur und Sockel bestehen aus Sandstein. 13 Stufen führen zu dem Denkmal hoch, vor dem eine Sandsteinplatte mit der Aufschrift Sterbestelle liegt. Das Gedenkkreuz wurde an der Stelle errichtet, an der man Kaplan Uppenkamp tot aufgefunden hatte. Die Sockelinschrift lautet: Einsam und allein starb hier am Schlagfluß Kaplan Joseph Uppenkamp, den 4. April 1906. Gedenke seiner! Gedenke deiner! Vater unser. Gegrüßet. R. I. P. | 1906                                                | 05.02.1985       | A 018           |
| [[Vorlage:Bilderwunsch/code!/C:52.2319153,7.6904765!/D:2 Wegekreuze, Münsterstraße – B 219 Flur 58, Flst. 357/359!/\|BW]] | 2 Wegekreuze | Münsterstraße – B 219 Flur 58, Flst. 357/359 Karte         | Es handelt sich um zwei ca. 1,50 m hohe Steinkreuze, die jeweils aus einem Block gehauen wurden. Gerissene Stellen werden mit Eisen zusammengehalten. Zur Entstehung der Kreuze gibt es zwei unterschiedliche Ansätze: Zum einen soll es sich bei dem ersten Kreuz, das in Ost-West-Richtung steht, um ein Grenzkreuz aus dem 11. Jh. handeln, das am ehemaligen Grenzweg zwischen Riesenbeck und Brochterbeck aufgestellt worden war. Das zweite, in Nord-Süd-Richtung stehende, Kreuz soll als Gedenkstein aus dem 16. Jh. an die vorher dort vorhandene Dörenther Kapelle dienen, die von Konrad von Tecklenburg-Schwerin zerstört worden sein soll, als die Grafschaft Lingen wieder mit der Grafschaft Tecklenburg zusammenfiel. Der Volksglaube schreibt den beiden Kreuzen eine Funktion als Sühnekreuze zu, die an der Stelle aufgestellt wurden, an der sich zwei Brüder erschlagen haben sollen. | 1 Kreuz evtl. 11. Jh. 1 Kreuz 16. Jh.               | 05.02.1985       | A 019           |
| weitere Bilder | Holzkreuz | Neue Bockradener Straße 1 Karte                            | Kreuz und weiß gestrichener Korpus bestehen aus Holz. Das Kreuz ist mit einem kleinen Dach ausgestattet. Alter und Herkunft sind unbekannt. |                                                     | 05.02.1985       | A 020           |
| BW | Holzkreuz | Uffeln Nordbahnstraße Karte                                | Es handelt sich um ein ca. 3,30 m hohes Holzkreuz, das mit einem kleinen Dach versehen ist. Kreuz und Christusfigur bestehen aus Holz, wobei das Kreuz hellbraun und der Korpus weiß gestrichen ist. Am unteren Teil des Kreuzes befindet sich eine Platte mit einer Inschrift. Das Alter ist unbekannt. |                                                     | 05.02.1985       | A 021           |
| weitere Bilder | Betstock | Uffeln Nordbahnstraße Karte                                | 2,50 m hoher Bildstock, der in einem kleinen Gebetshäuschen steht, das in Fachwerkbauweise mit Ziegelausfachungen erstellt wurde. Er wird von der Familie Bahr gepflegt, vor dessen Gelände direkt an der Tecklenburger Nordbahn er sich befindet, und enthält die Inschriften: H. Bahr 1.5.1839 und Thers. Huntemann 1.5.1839. Der auf einem Sandsteinsockel aufgesetzte Bildstock zeigt die Darstellung der Mater dolorosa der Sieben Schmerzen der Maria. Aufgrund dieser Inschriften wird der Bildstock in der Denkmalliste auf 1839 datiert, obwohl unter der Sockelinschrift das Jahr 1861 eingehauen wurde. Die Sockelinschrift lautet: Ein Schwert wird deine eigene Seele durchdringen Luc II.35 O Jungfrau weinend flehen wir wenn einst der Tod uns ruft von hier bring Trost uns dann in Angst und Not und Hilfe wo Verderben droht.                                                           | 1839                                                | 05.02.1985       | A 022           |
| Wegekreuz | Wegekreuz | Püsselbürener Damm Karte                                   | Schlichtes 1,30 m hohes und 0,90 m breites Wegekreuz, das aus einem Sandsteinblock gehauen wurde. Das Alter ist unbekannt. Es handelt sich wahrscheinlich um ein Bannmeilenkreuz zur Kennzeichnung des Kirchenortes. |                                                     | 05.02.1985       | A 023           |
| weitere Bilder | Hofkreuz | Schafberger Postweg Karte                                  | Kreuz und Sockel bestehen aus Sandstein, während der Christuskorpus aus Kunststein gegossen wurde. Die Inschrift lautet: Mein Jesus, Barmherzigkeit! | 1910                                                | 05.02.1985       | A 024           |
| weitere Bilder | Hofkreuz Mersch | Schwarzer Weg Karte                                        | 3,67 m hohes Sandsteinkreuz, das an drei Seiten von vier Sandsteinpfeilern eingefasst wird. Die Pfeiler sind untereinander durch ein schmiedeeisernes Gitter verbunden. Das Kreuz haben Josef und Clemens Mersch 1935 aus Dank dafür aufgestellt, dass sie den Ersten Weltkrieg unverletzt überstanden hatten. Die Inschrift lautet: Was will das Kreuz, das an dem Wege steht? Es will dem Wandrer, der vorübergeht, Das Wort des Trostes sagen: Der Herr hat deine Schuld getragen. | 1935                                                | 05.02.1985       | A 025           |
| BW | Hofkreuz Bronswick | St.-Josef-Straße 102 Karte                                 | 4 m hohes Hofkreuz und Sockel aus Sandstein mit Christuskorpus aus gegossenem Kunststein. Das Kreuz ist durch Pfähle eingegrenzt, die durch Ketten miteinander verbunden sind. Laut Inschrift auf der Rückseite des Sockels wurde das Kreuz 1921 von Heinrich Brunswick als Schutz für Haus und Hof errichtet. Die Inschrift lautet: Im weiten Tempel der Natur Erkennst du deines Gottes Spur. Doch willst du seine Liebe sehn Mußt du an seinem Kreuze stehn. | 1921                                                | 05.02.1985       | A 026           |
| BW | Hofkreuz | Teutohang 85 Karte                                         | Kreuz auf einem 1,40 m hohen Sockel, die beide aus Sandstein bestehen und insgesamt ca. 4 m hoch sind. Die Christusfigur ist ausgegossenem Kunststein. Das Kreuz ist eingegrünt und mit Sandsteinquadern eingegrenzt. Es wurde 1936 als Protesthaltung des Hofbesitzers gegen den Nationalsozialismus errichtet und soll eine Anspielung auf das Hakenkreuz darstellen. Die Sockelinschrift lautet: So sehr hat Gott die Welt geliebt, daß er seinen eingeborenen Sohn dahin gab. | 1936                                                | 05.02.1985       | A 027           |
| BW | Gedenkhäuschen Köster | Uffeln Up de Hee 22 Karte                                  | Das 3,75 m hohe Gedenkhäuschen mit einer Grundfläche von ca. 2,65 x2,65 m ist aus Sandsteinquadern gemauert und trägt ein Dach aus roten Ziegeln. An den Seiten befindet sich jeweils eine verglaste Öffnung mit Gewände aus Sandstein. Auf der Rückseite befindet sich eine Sandsteintafel, die das Jahr 1947 und den Namen der errichtenden Familie Köster trägt. Im Häuschen steht eine Heiligenfigur, die wahrscheinlich den hl. Josef darstellt, denn die Inschrift lautet: Heiliger Joseph, Bitte für uns. Das Gedenkhäuschen wurde 1947 von der Familie Köster aus einem Erbanteil als Prozessionsstation errichtet, die auch als Gedenken an Alfons Köster dient, der im Zweiten Weltkrieg gefallen ist. | 1947                                                | 05.02.1985       | A 028           |
| BW | Hofkreuz Pötter | Uffeln Uffeln Mitte 1 Karte                                | | 1861                                                | 05.02.1985       | A 029           |
| [[Vorlage:Bilderwunsch/code!/C:52.2319153,7.6904765!/D:Hofkreuz, Münsterstraße/Riesenbecker Straße Flur 58, Flst. 366!/\|BW]] | Hofkreuz | Münsterstraße/Riesenbecker Straße Flur 58, Flst. 366 Karte | Das Denkmal ist insgesamt ca. 3,75 m hoch und besteht aus einem ca. 2,50 m hohen Kreuz mit Christusfigur und einem ca. 0,70 m hohen Sockel. Kreuz und Sockel bestehen aus Sandstein, der Korpus aus gegossenem Kunststein. Das Kreuz wurde gemäß einer Inschrift auf der Rückseite 1894 von den Eheleuten Segbert errichtet. Die Sockelinschrift lautet: Oh ihr alle, die ihr vorrübergeht am Wege beträchtet und sehet ob ein Schmerz war, gleich ist meinem Schmerz | 1894                                                | 05.02.1985       | A 030           |
| Bürgerhaus „Mohrenhof“ | Bürgerhaus „Mohrenhof“ | Roggenkampstraße 2–4 Karte                                 | Bürgerhaus mit Fassade aus der Gründerzeit, ursprünglich evangelisches Küsterhaus in Fachwerkbauweise (erbaut 1726), 1856–1984 Bäckerei/Konditorei („Brotfabrik Eduard Meyer“), Umbau und Restaurierung 1989/1990 | vor 1800 (Kern) 1875 (Erweiterung)                  | 03.10.1985       | A 031           |
| weitere Bilder | Preußendenkmal | Heldermannpark Karte                                       | Das Denkmal wurde ursprünglich zum Osterfest 1902 auf dem Oberen Markt aufgestellt, 1924 wurde es vor die Werthmühle auf der Münsterstraße versetzt, bevor es dann 1984 auf den Neumarkt umgesetzt wurde. 2019 wurde es in den Heldermannpark umgesetzt. Das Denkmal wurde von dem Bildhauer August Schmiemann aus Münster aus rotem Wesersandstein aus Bad Karlshafen erstellt. Die Inschrift lautet: Errichtet von dem Amte Ibbenbüren zur Erinnerung an die Feier der 200-jährigen Zugehörigkeit der Obergrafschaft Lingen zum Königreich Preußen. | 1902                                                | 30.12.1985       | A 032           |
| BW | Hofkreuz | Püsselbürener Damm Karte                                   | 3,60 m hohes Kreuz auf einem Sandsteinsockel. Der Sockelfuß ist 1,10 m breit. Da das Denkmal nach einem Straßenausbau ca. 50 cm über dem Straßenniveau lag, wurden 1982 Stufen hinzugefügt. Das Datum im Sockel lautet 1858 und er trägt die Inschrift: Gott hat Ihm einen Namen gegeben, der über alle Namen ist, auf das im Namen Jesu sich beuge jeglicher Knie im Himmel auf der Erde und unter der Erde. Phil. II 9, 16 Seitlich: Wir bitten um ihn. / Joan. XIV 13 Links: Christus bittet für uns. Röm. IIX. 31 | 1858                                                | 30.12.1985       | A 033           |
| BW | Wegekreuz | Uffelner Straße Karte                                      | Grenz- oder Bannmeilenkreuz, dass seit ungefähr 20 Jahren verschwunden ist. |                                                     | 30.12.1985       | A 034           |
| weitere Bilder | Pius-Denkmal | Püsselbüren Waldeshöhe Karte                               | Bestehend aus zwei Denkmälern, die aufgrund eines Schutzgitters als Umzäunung als Einheit gelten. Das Kreuz besteht aus Sandstein, der Korpus wurde aus Gips gegossen. Vor dem Kreuz steht eine Papst-Pius-IX.-Büste aus Sandstein zum Andenken an das 50-jährige Bischofsjubiläum 1877. | 1878                                                | 30.12.1985       | A 035           |
| weitere Bilder | Nebengebäude Alter Posthof | Am Alten Posthof 25/27 Karte                               | Ursprünglich als Holzschuppen gebaut; Stallungen für Postpferde im Südteil und Remise für Postkutschen und Gerätschaften; Nutzung außerdem als Brauerei; später im Keller die Kornbrennerei Brüggen (Brüggen’sche Dampf-Kornbranntweinbrennerei und Preßhefefabrik), die 1916 während des Krieges eingestellt wurde. Sanierung 1986–1988 | um 1743                                             | 30.12.1985       | A 036           |
| BW | Ehrenfriedhof | Dörenthe Dörenther Berg 60 Karte                           | Soldatenfriedhof oberhalb der Dörenther Klippen, auf dem insgesamt 29 deutsche Soldaten beigesetzt wurden, davon 17, die am 2. April 1945 in Kämpfen an den Dörenther Klippen und dem Riesenbecker Berg fielen. | April/Mai 1945                                      | 30.12.1985       | A 037           |
| weitere Bilder | Prozessionshäuschen | Kleekamp/Alstedder Straße Karte                            | Das Prozessionshäuschen mit schmiedeeisernem Tor ist aus Sandstein gemauert und hat eine Grundfläche von ca. 2,95 x 3,50 m. Der Innenraum ist weiß verputzt. Innen steht eine bemalte Christusfigur mit rot-weißem Gewand. Entstehungsgeschichte und Alter des Prozessionshäuschens sind nicht bekannt. |                                                     | 30.12.1985       | A 038           |
| | Gedenkkreuz/Grabstelle | Dörenthe Brumleyhöhe/Hermannsweg                           | 1,15 m hohes Kreuz auf einem 1,30 m hohen Sockel; beide aus Sandstein. Es handelt sich um die Gedenk- und Grabstelle der 12-jährigen Maria Wientjes, die im August 1902 auf dem Weg von der Kirche nach Hause ermordet worden war. Der Täter konnte erst 1905 gefasst werden. Das Kreuz wird auch das Mordkreuz genannt. Die Inschrift auf dem Sockel lautet: Grausam gemartert erlitt hier den Tod das unschuldige Communionkind Maria Wientjes geb. 6. Nov. 1889 gest. 2. August 1902 Lasset uns beten. Vater unser etc. Gegrüsset etc. Mein Jesus. Barmherzigkeit! R. I. P. |                                                     | 30.12.1985       | A 039           |
| BW | Hofkreuz | Klippental 4 Karte                                         | Freistehendes Hofkreuz, das 1901 aufgrund eines Gelübdes vom Ehepaar Schulte-Krude errichtet wurde. Die Inschriften lauten: Mein Jesus, Barmherzigkeit Vater unser Gegrüßet seist du Maria 100 Tage Ablaß Seitliche Inschrift: Errichtet im Jahre 1901 von den Eheleuten Anton Schulte-Krude und Elisabeth, geb. Pösentrup Erneuert 1956 Heinrich Schulte-Krude Hildeg. Schulte-Krude geb. Westerschulte | 1901                                                | 30.12.1985       | A 040           |
| BW | Grabstein | Klippental 4 Karte                                         | Grabstein des am 2. Dezember 1918 verstorbenen Anton Schulte-Krude, der an das Hofkreuz (A 040) nur angelehnt ist. Er befand sich ursprünglich auf dem Brochterbecker Friedhof, wurde dann nach Einebnung des Grabes auf den Hof Schulte-Krude versetzt. | 1918                                                | 30.12.1985       | A 041           |
| BW | Kötterhaus | Hoppenweg 18 Karte                                         | Fachwerk-Heuerhaus mit 3-Kammern-Grundriss und Sandsteingiebel an der Westseite. Außerdem kleine Tenne mit Stallungen und querliegender Flett. Ursprünglich 1864 von einem Bahnarbeiter erbaut, der dort bis 1875 wohnte. Grundlegende Sanierung 1985/1986. | 1864                                                | 30.12.1985       | A 042           |
| weitere Bilder | St.-Mauritius-Kirche | An der Mauritiuskirche 1 Karte                             | Dreischiffige Hallenkirche im klassizistischen Stil mit Mittelschiff als Tonnengewölbe, erbaut nach Plänen des Königl. Bauinspektors Friedrich-Wilhelm Müser. Als Besonderheiten gelten vier Steinfiguren von Kirchenlehrern über dem Tabernakel und expressionistisches Deckengemälde des Düsseldorfer Malers August Kolb, das die Himmelfahrt Christi darstellt. | 1829–1833                                           | 30.12.1985       | A 043           |
| Kapelle St.-Elisabeth-Hospital | Kapelle St.-Elisabeth-Hospital | Roggenkampstraße 8 Karte                                   | Neoromanische Kapelle, die ein Relikt des alten Krankenhauses ist, das im gleichen Stil gebaut war und mit einem durch eine Holztonnenkonstruktion überdeckten Schiff und einem gewölbten Chor, der in die Roggenkampstraße hineinragt, ausgestattet ist. Die Verglasung der Fenster zeigt teilweise einen expressionistischen Stil. | um 1860                                             | 30.12.1985       | A 044           |
| BW | Backhaus | Ledder Straße 370 Karte                                    | Fachwerkhaus mit weißem Gefach, dessen Giebelfront mit senkrechten Holzlatten verkleidet ist. Die Balkeninschrift lautet: Anno 1656. | 1656                                                | 30.12.1985       | A 045           |
| BW | Hofkreuz | Auf der Lau Karte                                          | 2,10 m hohes Kreuz mit Christusfigur, die beide aus Sandstein hergestellt wurden. Das Kreuz wird durch eine trapezförmige Rückwand und ein Holzdach geschützt. Zu dem Kreuz führen Stufen aus weißen Verblendern, die jeweils mit Wachbetonplatten belegt sind. Die Christusfigur aus dem Jahr 1863 befand sich ursprünglich in der St.-Magdalena-Pfarrkirche, es ist allerdings nicht bekannt, um welche Kirche es sich genau handelt. | 1965 (Aufbau) 1863 (Kreuz)                          | 30.12.1985       | A 046           |
| Bürgerhaus | Bürgerhaus | Große Straße 19 Karte                                      | Wohn- und Geschäftshaus mit axial aufgebauter Sandsteinfassade. Das ursprüngliche Baujahr ist unbekannt, es wurde aber 1948 nach umfangreichen Schäden in der Ibbenbürener Innenstadt wieder aufgebaut und diente als Saal des Gastwirtes Herbring, in dem früher Konzerte und Theateraufführungen stattfanden. Später wurde es als Filmtheater genutzt, hinter dem Gebäude befand sich der große Kinosaal. 1968/1969 erfolgte ein Umbau und ein Anbau einer Toilettenanlage. |                                                     | 30.12.1985       | A 047           |
| weitere Bilder | Haus Taschner | Alte Münsterstraße 18/20 Karte                             | Ursprünglich als Wohn- und Geschäftshaus, Fassade axial aufgebaut, Fenster und Türen mit Gewänden aus Sandstein. Über die Jahre erfolgten Umbauten (Erweiterung an d. Ostseite, Erker, Balkon), Sanierung 1988, heutige Nutzung durch die Kriminalpolizei | frühes 19. Jh.                                      | 13.08.1986       | A 048           |
| weitere Bilder | Bürgerhaus Dolle | Breite Straße 18 Karte                                     | Erbaut als Wohnhaus im Stil der Neurenaissance von August Dolle, Gitter mit Jugendstilelementen, 1925–1930 Modernisierung des Inneren und des Treppenhauses unter Verwendung expressionistischer Elemente und Errichtung des Eingangsportals. 1986 Umbau, Sanierung und Umwidmung. Heutige Nutzung als Begegnungszentrum für Ausländer und Deutsche und Eine-Welt-Laden. | 1905 1925–1930 (Eingangsportal)                     | 06.08.1986       | A 049           |
| | Nummer nicht vergeben |                                                            | |                                                     |                  | A 050           |
| BW | Speicher mit Backofen | Fordweg Karte                                              | Fachwerkspeicher mit angemauertem Backofen aus Sandstein. | 18. Jh.                                             | 06.08.1986       | A 051           |
| BW | Wohnhaus | Kurze Straße 6 Karte                                       | Backsteinhaus, an dem die Sandsteindetails, die Holztreppen und die Abschlusstürwände im Stil der Erbauungszeit erhalten wurden. Ursprünglich wurde es 1902 von der königlich preußischen Berginspektion I (der späteren Preussag AG) als Doppelwohnhaus für Beamte erbaut. Im Gebäude befand sich jahrelang das Jugendamt der Stadt Ibbenbüren. 1986 erfolgte eine umfangreiche Sanierung. | 1902                                                | 13.08.1986       | A 052           |
| BW | Hofkreuz | Alte Bockradener Straße 300 Karte                          | Hofkreuz mit Sockel, die beide aus Sandstein hergestellt wurden. Die Christusfigur besteht aus Gips. Die Inschrift lautet: Gottes Lamm nimm weg die Sünden, laß uns Gnade finden | um 1900                                             | 13.08.1986       | A 053           |
| BW | Prozessionshäuschen | Osterledde Velper Straße Karte                             | Ca. 5 m hohes Prozessionshäuschen mit einer Grundfläche von ca. 3,14 x 2,52 m. Es handelt sich um einen Putzbau mit neogotischen Formelementen. Das Prozessionshäuschen, zu dem vier Stufen führen, verfügt über ein Tor und eine Vierpassverzierung am Giebel. Im Innern befindet sich eine Pietà im nazarenischen Stil. | um 1900                                             | 06.08.1986       | A 054           |
| BW | Prozessionshäuschen | Laggenbeck Freiherr-vom-Stein-Straße Karte                 | Das ca. 5 m hohe Prozessionshäuschen mit einer Grundfläche von 3,90 m x3,90 m im neogotischen Stil wurde 1892 aus Klinkermauerwerk erbaut und trägt ein Satteldach. Im Giebel befindet sich ein Kreuz mit der Inschrift: Heiliger Josef bitte für uns. Die breite zweistufige Spitzbogenform des Tores wiederholt sich in der geklinkerten Figurennische im Innern des Häuschens. Die Nische zeigt eine Figurengruppe des Hl. Joseph mit Jesus als Kind im Nazarenerstil. | 1892                                                | 13.08.1986       | A 055           |
| weitere Bilder | Heidenturm (Ibbenbüren) | Am Gaswerk 9 Karte                                         | Turmruine von ca. 10 m Durchmesser aus behauenen Sandsteinquadern. Bei archäologischen Grabungen in den Jahren 1984/1985 wurden Teile des Fundamentes, Holzstützenreste sowie Teile einer Gräftenanlage ausgegraben. Man geht davon aus, dass der Heidenturm Teil einer mittelalterlichen Burganlage als Stammsitz der Herren von Ibbenbüren war. An der Ruine befindet sich ein Gedenkstein aus dem Jahr 1996 mit Tontafeln, deren Inschrift Den Heidenturm umweht das Geheimnis des großen Unbekannten lautet. | evtl. 12. Jh.                                       | 13.08.1986       | A 056           |
| BW | Fachwerkhaus | Aatal 137/139 Karte                                        | |                                                     | 23.09.1986       | A 057           |
| weitere Bilder | Jüdischer Friedhof | Am Friedhof 21 Karte                                       | 45 m × 25 m mit einer Sandsteinmauer eingefasster Friedhof, auf dem noch 66 Grabsteine, die meisten davon mit deutscher und hebräischer Inschrift, erhalten sind. Der Friedhof befindet sich nördlich des Zentralfriedhofs. |                                                     | 25.09.1986       | A 058           |
| BW | Kalkofen Uffeln | Uffeln Nordbahnstraße 53 Karte                             | Ca. 3 m hoher aus Sandstein gemauerter Kalkofen, der zur Herstellung von Stückkalk diente. An der Seite des Ofens befindet sich eine Rampe. | 1880er Jahre                                        | 25.09.1986       | A 059           |
| BW | Fachwerkhaus | Alte Bockradener Straße 300 Karte                          | |                                                     | 25.09.1986       | A 060           |
| weitere Bilder | Mariensäule (auch: Weiße Madonna) | Röntgenstraße/Poststraße Karte                             | Ehemalige Station der Fronleichnamsprozessionen, die wahrscheinlich zur gleichen Zeit wie die Marienkapelle gebaut wurde; die genaue Datierung und Herkunft ist allerdings unbekannt. Das Denkmal besteht aus einer Marienskulptur auf einem 8-eckigen Sockel mit der Inschrift: Mutter Gottes, wir Dich ehren schau uns Kinderaugen an, denn in diesem Thal der Zähren Deine Hülf uns schützen kann. McDi cent quad lid 1998 wurden Statue und Sockel saniert und überarbeitet. | wahrsch. 1851                                       | 07.10.1986       | A 061           |
| BW | Speicher | Aatal 30 Karte                                             | |                                                     | 18.02.1987       | A 062           |
| weitere Bilder | Beustschacht | Bockraden Am Beustschacht 13 Karte                         | Errichtet 1830, 1842/43 wurde das Hauptgebäude aus Ibbenbürener Sandstein gebaut. Danach wurde die Anlage, zu der ein 35 m hoher Bruchstein-Schornstein gehört, ca. 1845 und 1848 erweitert. Benannt nach dem preußischen Hauptbergmann Ernst August von Beust. Seit 1925 dient das Hauptgebäude als Wohnhaus, nachdem es in mehrere Einzelwohnungen aufgeteilt wurde. Der Stolleneingang zum damaligen Beustschacht ist heute noch zu sehen. | 1830 m. späteren Erweiterungen                      | 15.12.1986       | A 063           |
| weitere Bilder | Haus Herold oder: Haus Hövel | Innenstadt Breite Straße 9 Karte                           | Villa aus Backstein mit Sandsteinelementen im Stil des Historismus mit Schieferdach. Im Innern, das weitgehend im Originalzustand erhalten ist, hohe Wohnräume mit prunkvollen Stuckdecken, Bodenfliesen mit Jugendstil-Ornamenten, reich verzierte Treppenläufe. Bei der Sanierung 1988–1990 wurden Decken- und Wandmalereien freigelegt. Entworfen und gebaut v. Architekt Hövel für seinen Vater und dessen Schwester. 1912 kaufte der Textilfabrikant Többen die Villa. Seit 2007 Stadtmuseum Ibbenbürens. | 1892 Sanierung 1988–1990                            | 18.02.1987       | A 064           |
| weitere Bilder | Fachwerkgebäude | Große Straße 86 Karte                                      | Typische Fachwerkbauweise in schwarz-weiß ausgeführt. Das genaue Baudatum des Ackerbürgerhauses (auch Haus Wolke) ist unbekannt. Es wird als Wohnhaus genutzt. | 1. Hälfte 19. Jh. Sanierung 1987–1989               | 18.02.1987       | A 065           |
| weitere Bilder | Lindenhof | Innenstadt Kanalstraße 5 Karte                             | Gebäude auf einem Sandsteinsockel mit verputzter Fassade und Giebel mit Muscheaufsatz; weitere Sandsteinverzierungen z. B. als Fensterumrandungen. Vermutlich im 18. Jh. gebaut; eine Umgestaltung fand im 19. Jh. statt. Nutzung als Gaststätte (Bierpalast), ab 1924 Getränkehandel und heute wieder gastronomischer Betrieb. | um 1900                                             | 28.02.1987       | A 066           |
| weitere Bilder | Sandsteingebäude („Landhaus Giese“) | Osnabrücker Straße 54 Karte                                | Die Villa wurde 1907 vom Architekten Max Wagener für seine Schwester Dorothea Giese gebaut. Sie besteht aus Sandstein und weist ein Säulenportal als Eingangsbereich auf. Ein 1911 erstellter Anbau wurde mit Farbverglasungen ausgestattet, die mit Jugendstilmotiven versehen sind. Innenausstattung und Raumaufteilung sind noch sehr gut aus der Erbauungszeit erhalten. Die Außenwände wurden 2003 umfangreich saniert. | 1907                                                | 18.02.1987       | A 067           |
| weitere Bilder | Pommeresch(e)schacht | Dickenberg Pommeresch 72 Karte                             | Das Zechenhaus aus Sandsteinblöcken ist das einzig verbliebene Gebäude des „Pommer-Esch-Schachtes“, der 1879 aufgrund starker Wasserzuflüsse stillgelegt werden musste. Der Schacht mit einer Teufe von 174 m war der erste große Tiefbau des Ibbenbürener Steinkohlereviers. Baubeginn dazu war 1856. Das Zechenhaus wird als technisches Denkmal geführt. | Ende 19. Jh.                                        | 18.02.1987       | A 068           |
| BW | Fachwerkhaus | Up De Gadde 146 Karte                                      | Fachwerkhaus mit weißen Ausfachungen. | 1617 (mdl. Angabe) 1817 (Erweiterung lt. Inschrift) | 18.02.1987       | A 069           |
| BW | Speicher | Am Berg 21 Karte                                           | | 1890                                                | 03.03.1987       | A 070           |
| BW | Fachwerkgiebel | Prozessionsweg 35 Karte                                    | | vermutl. 18. Jh.                                    | 23.02.1987       | A 071           |
| BW | Hofkreuz | Prozessionsweg 35 Karte                                    | | 1910                                                | 23.02.1987       | A 072           |
| weitere Bilder | Straßendecke/Eichen Groner Allee | Groner Allee Karte                                         | Mit bis zu 250 J. alten Eichen eingefasste Allee mit Belag aus Blaubasalt. Sie gehörte ursprünglich als Verbindungsweg zur Innenstadt zum Haus Grone, einer mit Gräften umgebenen Burg der Edelherren von Ibbenbüren aus dem 12. Jh., die ab Anfang des 19. Jh. verfiel. | 1745 erste urkundl. Erwähnung                       | 03.03.1987       | A 073           |
| weitere Bilder | Betstock | Uffeln Uffeln Mitte 8 Karte                                | Sandsteinsockel mit aufgesetztem Pietà-Relief, der vorher an einem anderen Standort gestanden hat. Inschrift: Kommet und sehet meine Kinder Ob ein Schmerz wie der meinige Christus ist gestorben damit wir leben. | 1861                                                | 09.03.1987       | A 074           |
| BW | Prozessionshäuschen | Laggenbeck Burgweg Karte                                   | |                                                     | 10.06.1987       | A 075           |
| BW | Fachwerkspeicher | Prozessionsweg 31 Karte                                    | |                                                     | 10.06.1987       | A 076           |
| BW | Wagenremise | Prozessionsweg 32 Karte                                    | |                                                     | 10.06.1987       | A 077           |
| BW | Speicher/Backhaus | Prozessionsweg 35 Karte                                    | |                                                     | 10.06.1987       | A 078           |
| [[Vorlage:Bilderwunsch/code!/C:52.26078955,7.8074099165306!/D:Scheune (inzwischen abgerissen), Velper Str. 154!/\|BW]] | Scheune (inzwischen abgerissen) | Velper Str. 154 Karte                                      | Es handelte sich um eine 9,60 m x 21,50 m große Fachwerkscheune mit weißem Sandsteingefach. Die Scheune wurde inzwischen abgerissen. |                                                     | 10.06.1987       | A 079           |
| | Nummer nicht vergeben |                                                            | |                                                     |                  | A 080           |
| Kalköfen | Kalköfen | Dörenthe Riesenbecker Straße 64 Karte                      | Schachtöfen (auf dem Foto links im Hintergrund) der ehemaligen Kalkwerke Breckweg. Der zugehörige Steinbruch und die Anlage zum Kalkabbau gehörten ursprünglich B. Loismann, der 1933 die Betriebsanlagen mit u. a. 4 Trichteröfen an die Gebrüder Breckweg aus Rheine verpachtete. Im Rahmen einer Modernisierung erweiterten sie die Öfen um einen 3 m breiten und 8 m hohen gemauerten Schachtofen. 1935 wurden die alten Tichteröfen abgerissen und ein weiterer Schachtofen der gleichen Größe errichtet, bis 1955 folgte ein weiterer. 1955 wurde ein vierter Schachtofen gebaut und die drei älteren gleichzeitig um 5 m aufgestockt. Diese Öfen wurden außer Betrieb gesetzt, als 1969/70 ein Hochleistungsbrennofen seine Arbeit aufnahm, der wegen der hohen Energiekosten jedoch 1982 abgerissen wurde. Die alten Schachtöfen dienten als Silos.                                                | ab 1933                                             | 07.12.1987       | A 081           |
| weitere Bilder | Opferstock | Up de Gadde Karte                                          | |                                                     | 07.12.1987       | A 082           |
| weitere Bilder | Amtsgericht, Hauptgebäude | Münsterstr. 35 Karte                                       | Für seine Entstehungszeit typisches Verwaltungsgebäude im Stil des Historismus. | 1881                                                | 30.08.1988       | A 083           |
| BW | Hofkreuz | Amselweg 12 Karte                                          | |                                                     | 15.11.1988       | A 084           |
| weitere Bilder | Dreihasentor | Schierloh Gustav-Hugo-Straße Karte                         | Tor mit zwei Torpfeilern als Eingang zur Dreihasen-Siedlung, einer ab 1934 erbauten Wohnsiedlung für Werksangehörige der Stärkefabrik Crespel & Deiters. In beiden Pfeilern findet sich eine gebrannte Tontafel mit dem Dreihasenbild, auf dem die drei Hasen entgegen dem Uhrzeigersinn laufen und das seit 1899 das Warenzeichen des Unternehmens darstellt. Die Tafeln wurden 1990 erneuert. |                                                     | 15.11.1988       | A 085           |
| BW | Bleiche | Ledder Straße 370 Karte                                    | |                                                     | 15.11.1988       | A 086           |
| BW | Speicher | Riesenbecker Straße 63 Karte                               | |                                                     | 24.05.1989       | A 087           |
| BW | Fachwerkgebäude | Laggenbecker Straße 253 Karte                              | Zweiständerhaus in schwarz-weißer Fachwerkbauweise | 1801                                                | 24.05.1989       | A 088           |
| Windmühle | Windmühle | Windmühlenweg 127 Karte                                    | |                                                     | 28.09.1989       | A 089           |
| weitere Bilder | Wohn- und Geschäftshaus | Innenstadt Oberer Markt 9 Karte                            | Vom Unternehmen Crespel & Deiters erbautes Wohn- und Geschäftshaus mit aufwendig verziertem Renaissance-Giebel. Die 1960 umgestaltete Erdgeschosszone ist vom Denkmalschutz nicht erfasst. | 1914                                                | 28.09.1989       | A 090           |
| [[Vorlage:Bilderwunsch/code!/C:52.2607173,7.7671745!/D:Fachwerkgebäude, Ledder Straße 1 b (ehemals Raheneschstraße 22)!/\|BW]] | Fachwerkgebäude | Ledder Straße 1 b (ehemals Raheneschstraße 22) Karte       | |                                                     | 28.09.1989       | A 091           |
| BW | Sandsteingebäude | Waldeshöhe 39/41 Karte                                     | |                                                     | 29.03.1990       | A 092           |
| weitere Bilder | Evangelische Johanneskirche | Laggenbeck Permer Straße 50 (Laggenbeck) Karte             | Kleinkirche des Späthistorismus aus Sandsteinquadern als neuromanischer Saalbau mit vorgesetztem Turm und Halbkreisapsis mit Farbverglasung. Aus der Originaleinrichtung sind die steinerne Altarmensa, der Taufstein, die Bänke, die Empore und die Orgel erhalten. |                                                     | 29.03.1990       | A 093           |
| | Nummer nicht vergeben |                                                            | |                                                     |                  | A 094           |
| BW | Wohnhaus | Raheneschstraße 25 Karte                                   | Von Architekt Julius Hövel erbautes Wohnhaus des Bürgertums mit villenartigem Charakter an der Vorderfront. | 1908                                                | 12.06.1991       | A 095           |
| BW | ehemalige Ausspannstation (Scheune, Ostfassade des Hauptgebäudes) | Münsterstraße 770 Karte                                    | |                                                     | 17.07.1991       | A 096           |
| BW | Fachwerkhaus | Holthauser Straße 91 Karte                                 | |                                                     | 17.07.1991       | A 097           |
| Ackerbürgerhaus | Ackerbürgerhaus | Bachstraße 1 Karte                                         | |                                                     | 07.11.1991       | A 098           |
| weitere Bilder | Hof Bögel-Windmeyer | Am Sportzentrum 28 Karte                                   | |                                                     | 07.11.1991       | A 099           |
| BW | Doppelheuerhaus | Waldeshöhe 8/10 Karte                                      | |                                                     | 12.11.1992       | A 100           |
| BW | Backhaus | Alte Bockradener Straße 266 Karte                          | |                                                     | 22.11.1993       | A 101           |
| BW | Fachwerkhaus | Permer Straße 364 Karte                                    | |                                                     | 22.11.1993       | A 102           |
| BW | Fachwerkhaus | An der Blankenburg 120 Karte                               | |                                                     | 23.02.1994       | A 103           |
| | Nummer nicht vergeben |                                                            | |                                                     |                  | A 104           |
| BW | Backspeicher | Lindenbrook 48 Karte                                       | |                                                     | 08.08.1994       | A 105           |
| weitere Bilder | Bauernhaus („Haus Hövel“) | Brunnenstraße 11 Karte                                     | | 1656                                                | 17.10.1995       | A 106           |
| weitere Bilder | Wohn- und Geschäftshaus (ehemals Glück-Auf-Apotheke) | Große Straße 20 Karte                                      | Wohn- und Geschäftshaus im klassizistischen Stil, das ursprünglich die Glück-Auf-Apotheke war und heute ein Restaurant beherbergt. Früher ging das Haus jeweils an den Apotheker des Ortes über. Es ist das älteste Haus der Großen Straße und weitgehend im Originalzustand erhalten. | Mitte 19. Jh.                                       | 02.01.1996       | A 107           |
| | Nummer nicht vergeben |                                                            | |                                                     |                  | A 108           |
| weitere Bilder | Arbeiterhaus | Alpenstraße 141/141 Karte                                  | |                                                     | 13.03.1997       | A 109           |
| BW | Heuerhaus | Wetkampstraße 31 Karte                                     | |                                                     | 13.07.1998       | A 110           |
| Siedlung Nikestraße(Häuser Nikestraße 1, 3 und 7, Bergstraße 2, 4 und 10 sowie das Haus Bergstraße 18, die Gärten und Stallgebäude an der Nikestraße, die alleeartige Nikestraße, der Bürgersteig an der Bergstraße und die Sackgasse zum Haus Bergstraße 18) | Siedlung Nikestraße (Häuser Nikestraße 1, 3 und 7, Bergstraße 2, 4 und 10 sowie das Haus Bergstraße 18, die Gärten und Stallgebäude an der Nikestraße, die alleeartige Nikestraße, der Bürgersteig an der Bergstraße und die Sackgasse zum Haus Bergstraße 18) | Nikestraße 1, 3und 7 Karte                                 | |                                                     | 12.12.1998       | A 111           |
| weitere Bilder | Grabstelle Többen-Rennen auf dem Zentralfriedhof | Nordstraße Karte                                           | |                                                     | 13.11.2000       | A 112           |
| weitere Bilder | Friedhofskreuz auf dem Zentralfriedhof | Nordstraße Karte                                           | |                                                     | 13.11.2000       | A 113           |
| weitere Bilder | Russischer Friedhof auf dem Zentralfriedhof | Nordstraße Karte                                           | |                                                     | 13.11.2000       | A 114           |
| BW | Wohn-/Wirtschaftsgebäude | Bismarckweg 40 Karte                                       | |                                                     | 06.11.2003       | A 115           |
| | Schachtanlage Oeynhausen | Osnabrücker Straße 141                                     | | 1925                                                | 14.01.2019       | A 116           |
| | Kath. Pfarrkirche St. Ludwig | Groner Allee 50                                            | | 1950–52                                             | 20.08.2020       | A 117           |